# Rhus orientalis
Rhus orientalis là một loài thực vật có hoa trong họ Đào lộn hột. Loài này được (Greene) C.K. Schneid. miêu tả khoa học đầu tiên năm 1907.